# القديس سافا
القديس سافا (بالصربية: Свети Сава) (مواليد 1174 - 14 يناير 1236) المعروف باسم المتنور هو أمير صربي وراهب أرثوذكسي.